# Мосох
Мосох или Мешех (на иврит: משך; (me'ʃek)) според книгата Битие е шестият син на Яфет, внук на Ной.
В Библията се споменава за Мосох и неговия род, заедно с Тувал и Яван, някои изследователи смятат че разпространението на неговия род е в региона на Мала Азия, днешна Турция.
Пророк Езекийл между 593 г. пр. Хр. и 580 г. пр. Хр., се предполага че пише 32 и 40 глави на книгата Езекийл. В този момент евреите се намират във Вавилонски плен. Споменаването на Гог, когото пророкът нарича княз на Рос, Мосох и Тувал става в 39 глава. Фактически този княз е обрисуван като враг на Бога и неговия народ – виж Езекийл 39:2,3. Целият пасаж от Езекийл 39 глава е пророчество за унищожението на Гог, княза на Рос, Мосох и Тувал. Според принципите за тълкуване на Библията един текст се тълкува или буквално или изцяло символично. Тъй като текста е пророчество може да се приеме тълкуването му за символично. В потвърждение на тези факти може да свържете тези текстове с Откровение 20: 8, където се споменават имената на Гога и Магога, които представляват ключ и връзка за тълкуване на Езекийл 39 глава.